# جینوسترا (دهکده)
جینوسترا (به ایتالیایی: Ginostra) یک منطقهٔ مسکونی در ایتالیا است که در لیپاری واقع شده‌است. جینوسترا ۴۰ نفر جمعیت دارد و ۵۰ متر بالاتر از سطح دریا واقع شده‌است.